# ويليام توماس بلانفورد
وليام توماس بلانفورد (7 أكتوبر 1832 – 23 يونيو 1905) وهو عالِم أنجليزي نخصص في الجيولوجيا والتاريخ الطبيعي. أفضل أعماله كانت في تحريره لسلسلة الكتب العلمية رئيسية عن «حيوانات الهند البريطانية، بما في ذلك سيلان وبورما» (The Fauna of British India, Including Ceylon and Burma).

## السيرة الشخصية
وُلد بلانفورد في لندن لوالديه ويليام بلانفورد وإليزابيث سيمبسون، كان والده يمتلك مصنعًا بجوار منزلهم. تلقى تعليمه في مدارس خاصة في برايتون (حتى 1846) وباريس (1848). انضم إلى أعمال عائلته في مجال النحت والتذهيب ودرس في مدرسة التصميم في منزل سمرست. كان يعاني من اعتلال صحته، وأمضى عامين في منزل تجاري يملكه صديق لوالده. كان هدفه في البداية هو الدخول في مهنة تجارية. عند عودته إلى إنجلترا في عام 1851، تم حثه على الالتحاق بالمدرسة الملكية المنشأة حديثًا للمناجم (وهي الآن جزء من إمبريال كوليدج لندن)، والتي كان شقيقه الأصغر هنري إف. بلانفورد (1834-1893)، نائب رئيس قسم الأرصاد الجوية الهندي، وانضم بالفعل. درس تحت إشراف هنري دي لا بيتش وليون بلايفير وإدوارد فوربس ورامزي ووارينجتون سميث. ثم أمضى عامًا في مدرسة التعدين في فرايبرغ، ساكسونيا، وقرب نهاية عام 1854 حصل هو وشقيقه على وظائف في هيئة المسح الجيولوجي للهند. وبقي في تلك الخدمة سبعة وعشرين عامًا، وتقاعد عام 1882. بعد تقاعده تولى رئاسة تحرير سلسلة الكتب العلمية عن «حيوانات الهند البريطانية، بما في ذلك سيلان وبورما».
كان يعمل في أجزاء مختلفة من الهند، في حقل رانيجانج للفحم، في بومباي، وفي حقل الفحم بالقرب من تالشر، حيث تم العثور على صخور تُعتبر محمولة على الجليد، وهو اكتشاف رائع أكده لاحقًا ملاحظات جيولوجيين آخرين في طبقات مكافئة (بيرميان) في أماكن أخرى عبر غندوانا. اهتم بلانفورد بنباتات السرخس اللساني. وقد علق على العمر الجيولوجي لهذه المنطقة في خطابه الأخير إلى الجمعية البريطانية في عام 1884. بين 1857 و 1860 شارك في مسح لحقول الفحم في راجنيجانج، تلتها زيارات إلى تيريوشيراببالي وتلال نيلجيري. في عام 1860 ذهب إلى بورما لدراسة بركان خامد، وفي عام 1862 اهتم مصاطب الدكن. في عام 1867 انضم إلى رحلة استكشافية إلى الحبشة، ونشرت نتائجها في ملاحظة في الجيولوجيا وعلم الحيوان في الحبشة (1870). بمرافقة الجيش إلى مجدلا والعودة؛ وفي 1871-1872 تم تعيينه عضوًا في لجنة الحدود الفارسية  جنبًا إلى جنب مع سانت جون. بعد رحلة إلى البصرة، عاد من جوادر إلى الغرب من كراتشي. سار إلى شيراز ثم سافر بمفرده عبر أصفهان إلى طهران للانضمام إلى السير ريتشارد بولوك. زار جبال إلبروز وعاد إلى إنجلترا من بحر قزوين عبر أستراخان وموسكو وسانت بطرسبرغ وبرلين ليصل إلى موطنه في سبتمبر 1872. كان أفضل استخدام للفرص الاستثنائية لدراسة التاريخ الطبيعي لتلك البلدان. بعد ذلك أمضى بعض الوقت لإعداد تقرير عن علم الحيوان. مثل الحكومة الهندية في اجتماع المؤتمر الجيولوجي في بولونيا.  لم يكن اهتمامه بالجيولوجيا فحسب، بل علم الحيوان، وخاصة بطنيات الأقدام الأرضية والفقاريات. انضم إلى هنري جون الويس في رحلة إلى سيكيم في عام 1870 تم خلالها وصف العديد من أنواع الطيور الجديدة. بين عامي 1870 و 1881 وصف بلانفورد 36 نوعًا جديدًا من الزواحف  وثلاثة أنواع جديدة من البرمائيات.
في عام 1883 تزوج من إيدا جيرترود بيلهاوس، واستقر في بيدفورد جاردنز، كامبدين هيل.
لمساهماته العديدة في العلوم الجيولوجية، حصل بلانفورد على ميدالية ولاستون من قبل الجمعية الجيولوجية في لندن عام 1883. وحصل عام 1901 على ميدالية ملكية من الجمعية الملكية لعمله في علم الحيوان والجيولوجيا في الهند البريطانية. تم انتخابه زمالة الجمعية الملكية في عام 1874، وتم اختياره رئيسًا للجمعية الجيولوجية عام 1888. وقد تم إنشاء وسام الإمبراطورية الهندية في عام 1904. توفي في منزله 72 بيدفورد جاردنز، كامبدين هيل، في لندن في 23 يونيو 1905 ودفن في قبو عائلي في مقبرة هاي جيت.
كانت منشوراته الرئيسية: ملاحظات حول الجيولوجيا وعلم الحيوان في الحبشة (1870)، دليل جيولوجيا الهند (1879)  والمجلد الثالث في الطيور بعد عمل وجين وليام أوتس في سلسلة الكتب العلمية عن «حيوانات الهند البريطانية، بما في ذلك سيلان وبورما».

## روابط خارجية
- Bonney, Thomas George (1912). «بلانفورد، ويليام توماس». قاموس السيرة الوطنية (الملحق الثاني). لندن: سميث وإيلدر وشركاه.
- صورة ونعي
- رسم كرونو للسيرة الذاتية: ويليام تي بلانفورد
- شرق بلاد فارس: سرد لرحلات لجنة الحدود الفارسية